# Neuenhagen
Neuenhagen là một đô thị thuộc huyện Märkisch-Oderland, bang Brandenburg, Đức.

## Thành phố kết nghĩa
- Świebodzin - Ba Lan
- Grünwald - Đức